# Smile.dk
SMiLE.dk（スマイル.dk）またはSmileは、スウェーデンのユーロダンスグループで、現在のメンバーはヴェロニカ・アルムクヴィスト (Veronica Almqvist)のみ。
デビューがデンマークだったため、国名コードからdkをとった。デビューアルバムに収録された「Butterfly」が、1998年10月にアーケード向けの音楽ゲーム「ダンスダンスレボリューション」（DDR、コナミ）に採用されてブレイクし、同ゲームの常連アーティストとなった。Dancemania 10から定期出演している。

## 略歴
ヴェロニカとニーナの二人が「Smile（スマイル）」の名で結成した。1998年、デンマークで、ファーストアルバム「Smile」をリリースしてデビュー。DDRに収録された「Butterfly」で日本を発信地として欧米でも知名度が上がる。その後、「boys」「Doo Be Di Boy」「Dancing All Alone」などが、DDRや「ダンスマニア」（東芝EMI）シリーズに収録され、日本の音楽ゲームやダンスミュージックの定番シンガーとなる。ブレイクのキッカケとなった「Butterfly」は、テンポの良さや、〝Ay Ay Ay（アイヤイヤ）〟という日本人の耳に馴染みやすいフレーズ、〝私は蝶、日本にサムライを探しに来た〟という独特の歌詞で日本人に支持された。DDRやダンスマニアでは、「Dancing All Alone」に三味線の音色を入れたキモノ・リミックスや、「Petit Love」で「ちょこっとLOVE」（プッチモニ）をカヴァーするなど、日本のマーケットを意識した曲をリリースしている。
メンバーは、ニーナがソロ活動のために脱退し、2000年にヴェロニカの音楽学校の友人のマリンを迎える。2003年にはアルバム「Golden Sky」を発表した。2005年、二人の結婚のため活動を中断。
2008年3月、公式サイトでシングル「Doki Doki」のリリースを発表。
また、公式サイト内の2008年3月13日（現地時間）付ニュースにおいて、マリンの脱退と、新メンバーである、ハンナの加入が発表された。
2010年4月にハンナが脱退、セシリアが新メンバーとして加入した。2013年10月にfacebook公式ページにてセシリアが脱退、ヴェロニカはSmile.dkを継続して活動することを発表している。

## メンバー
- 初期メンバー
- ヴェロニカ・アルムクヴィスト (Veronica Almqvist)（1997～ ）
  - 5歳の頃から歌とダンスに親しむ。1995年にスウェーデンのバンド「Look Twice」のリードシンガーとして日本でデビューしたがヒットに恵まれず、1997年に脱退。1998年にニーナとスマイルを結成する。スウェーデンのマルメ郊外に住み、2004年に出産して母となる。
- ニーナ･ボークィスト(Nina Boquist)（1997～2000）
- 途中加入
- マリン･カービィ(Malin Kernby)（2000～2008）
  - 5歳の頃から歌と踊りを習い始める。音楽学校を卒業後、スウェーデンで人気歌手のバックシンガーとして働く。2000年に学校時代の友人のヴェロニカに誘われてSMiLE.dkのメンバーとなる。ストックホルム在住。結婚して、2005年に出産。
- ハンナ・ストックゼル(Hanna Stockzell)（2008～2010）
- セシリア・ライズコーグ(Cecilia Reiskog)（2010～2013）

## 主な楽曲
- Butterfly
- Boys
- Mr. Wonderful
- Coconut
- Get Out
- Doo Be Di Boy
- Dancing All Alone
- Kissy Kissy
- First Time Lovers
- Domo Domo Domo - ZIP-FM（愛知県）にゲスト出演時、同局所属のオーストラリア人DJクリス・グレンが発した決めゼリフ「どーもどーもどーも!」からインスパイアされて制作。サビが日本語なのが特徴。ポケモンスマッシュ!OP曲。
- Golden Sky
- Petit Love - プッチモニのちょこっとLOVEのカヴァー
- Dragonfly
- サーキットの娘 - PUFFYの同名曲のカヴァー
- Doki Doki - マリンが参加した最後のシングル
- Moshi Moshi - セシリアが初めて参加したシングル
- Our Little Corner (November 26, 2015)

## アルバム
|                             | タイトル                    | 発売日                      | 規格品番                    |
| 東芝EMI EMI-Medley レーベル | 東芝EMI EMI-Medley レーベル | 東芝EMI EMI-Medley レーベル | 東芝EMI EMI-Medley レーベル |
| --------------------------- | --------------------------- | --------------------------- | --------------------------- |
| 1st                         | Smile (バタフライ)          | 1998年7月23日               | TOCP-50610                  |
| 2nd                         | Future Girls                | 2000年7月26日               | TOCP-65401                  |
| 3rd                         | Smile Paradise              | 2001年1月31日               | TOCP-65615                  |
| 4th                         | Golden Sky                  | 2002年12月4日               | TOCP-66121                  |
| ドリーミュージック レーベル |                             |                             |                             |
| 5th                         | Party Around The World      | 2010年7月21日               | MUCD-1233                   |

- Forever (Working Title, 2017)

## ゲームに採用された曲
| タイトル                         | ゲーム                             | ハード                      | 国   | リリース年月日 |
| -------------------------------- | ---------------------------------- | --------------------------- | ---- | -------------- |
| Butterfly                        | Dance Dance Revolution             | アーケード                  | 日本 | 1998.10.??     |
| Boys                             | Dance Dance Revolution 2ndMIX      | アーケード                  | 日本 | 1999.1.19      |
| Butterfly (Upswing Mix)          | Dance Dance Revolution 3rdMIX      | アーケード                  | 日本 | 1999.10.30     |
| Mr. Wonderful                    | Dance Dance Revolution 3rdMIX      | アーケード                  | 日本 | 1999.10.30     |
| Butterfly (KCP KUNG-FU MIX)      | Dance ManiaX                       | アーケード                  | 日本 | 2000.??.??     |
| Boys (Euro Mix)                  | Dance Dance Revolution 4thMIX      | アーケード                  | 日本 | 2000.7.24      |
| Petit Love                       | Dance Dance Revolution 4thMIX Plus | アーケード                  | 日本 | 2000.??.??     |
| Dancing All Alone                | Dance Dance Revolution 5thMIX      | アーケード                  | 日本 | 200?.??.??     |
| Golden Sky                       | Dance Dance Revolution SuperNOVA   | アーケード                  | 日本 | 2006.7.12      |
| Koko Soko                        | Dance Dance Revolution X           | アーケード                  | 日本 | 2008.12.24     |
| A Geisha's Dream                 | Dance Dance Revolution X           | PS2                         | 日本 | 2009.1.29      |
| Kissy Kissy                      | Ez2Dancer UK Move Special Edition  | アーケード                  | 韓国 | 2003.??.??     |
| Butterfly (Delaction Mix)        | pop'n Music 13 カーニバル          | PS2                         | 日本 | 2006.9.28      |
| Doki Doki (Panik Mix)            | Dance Dance Revolution UNIVERSE 3  | Xbox 360                    | 北米 | 2008.10.21     |
| A Geisha's Dream (Ruffage Remix) | Dance Dance Revolution S           | iphone / iPod touch(アプリ) | 日本 | 2009.??.??     |
| Moshi Moshi                      | ReRave                             | iphone / iPod touch(アプリ) | 日本 | 2011.??.??     |

## テレビ番組
- リズムBaby(TBS)
- ZIP-FM(JFL系)
- SBS人気歌謡(SBS)